# Савршена олуја
Савршена олуја је америчка биографска драма катастрофе из 2000. године у режији Волфганга Петерсена и заснована на истоименој креативној публицистичкој књизи Себастијана Јунгера из 1997. године. Филм је адаптирао Вилијам Д. Витлиф, уз некредитовану преправку Бо Голдмана, и прича причу о Андреи Гејл, комерцијалном рибарском броду који је свим рукама изгубљен у мору након што је ухваћен у Савршеној олуји 1991 . У филму играју Џорџ Клуни, Марк Волберг, Дајан Лејн, Вилијам Фихтнер, Карен Ален, Боб Гантон, Мери Елизабет Мастрантонио и Џон Ц. Рајли. Издат је 30. јуна 2000. од стране Ворнер Брос. и зарадио је 328 милиона долара широм света.

## Радња
У октобру 1991. комерцијални чамац за сабљарку Андреа Гејл враћа се у луку у Глостеру у Масачусетсу, са лошим уловом. Власник чамца Боб Браун исмејава и исмева капетана Билија Тајна због његовог недавног "хладног низа". Очајнички желећи да се искупи, капетан Тајн убеђује екипу Андрее Гејл да му се придруже на још једној риболовној експедицији у касној сезони. Посада креће поред својих уобичајених риболовних подручја на Гранд Банк, остављајући за собом тропску олују у развоју. У почетку безуспешно, одлазе у Флемиш Кеп, где им се срећа знатно побољшава. Након што сакупи хиљаде фунти рибе, ледомат се поквари; једини начин да продају свој улов пре него што се поквари је да се пожуре назад на обалу. Међутим, између Андрее Гејл и Глостера је спој два моћна временска фронта и урагана, који посада потцењује.
Док се посада Андрее Гејл бори са бесним морем, јак ветар ломи бродску радио антену баш у тренутку када се ураган Грејс и северни временски фронт стапају један са другим на њима. Рибар почетник Боби Шетфорд покушава да то поправи, али може само беспомоћно да посматра како се антена ломи и нестаје на небу. Убрзо након тога, капетан Линда Гринло са сестринског брода Хана Боден позива у Мејдеј за Андреа Гејл. Реагује хеликоптер Националне гарде Њујорка, али након што није успео да допуни гориво у ваздуху са ХЦ-130 Херкулес, посада хеликоптера прекида мисију и напушта летелицу. Све осим једног члана посаде Ваздушне националне гарде спасио је брод обалске страже Тамароа .
Андреа Гејл трпи разне проблеме, укључујући таласе од 40 ft (12 m) који се обрушавају на палубу, сломљени стабилизатор који забија бок брода лабавим сидром и два члана посаде која су накратко избачена у палубу. Брод се бори да плови кроз ударање таласа и вриштаве ветрове, док пријатељи и породица брину и чекају вести. Били успешно покушава да окрене чамац. Међутим, брод се сусреће са огромним неваљалим таласом. Покушавају да пребаце чамац преко таласа, али он крене пре него што стигне до врха и преврне се. Били одлучује да се спусти са својим бродом, остатак посаде је заробљен у стамбеним просторијама, а само један, Боби, успева да изађе. Он избија на површину и посматра како се Андреа Гејл опоравља пре него што потоне на крму у дубине Атлантика. Боби се у тишини опрашта од своје девојке и вољених, док га брзо растући оток носи.
Нема преживелих; Линда чита хвалоспев на спомен обележју. Касније, када је поново кренула на пучину, сећа се како је Били монологизовао о томе шта значи бити капетан чамца са мачем (рибом).

## Глумци
- Џорџ Клуни као Френк Вилијам „Били“ Тајн, млађи, капетан Андреа Гејл, чамца за пецање са мачевима. Били је разведен отац две ћерке, који је одлучан да отпутује на последњи пецање пре краја сезоне како би надокнадио недавни низ лоших улова. Петерсен је замолио Харисона Форда да игра улогу, али је одбио, његов други избор је био Николас Кејџ који је такође одбио, а Мел Гибсону је понуђена улога али је желео превише новца.[2][3][4]
- Марк Волберг као Роберт "Боби" Шетфорд, најмање искусан у екипи Андрее Гејл . Боби је син Етел Шетфорд, власнице Врановог гнезда, и дечко Криса Котера. Ужива у комерцијалном пецању, али његов продубљивање односа са Крисом (заједно са њеном невољношћу да га поново пусти на пловидбу) ствара сукоб унутар њега и између пара. Ипак, принуђен је потенцијалом да заради више новца на мору него што би могао зарадити послом на обали да се пријави за последње путовање.
- Џон Ц. Рајли као Дејл „Марф“ Марфи, старији члан екипе Андрее Гејл. Марф је рибар ветеран који је разведен са сином са којим је веома повезан. Марф има тежак однос са чланом посаде Дејвидом „Салијем“ Саливаном.
- Дајан Лејн као Кристина „Крис“ Котер, девојка Бобија Шетфорда. Она не жели да Боби иде на пут због лошег осећаја који има о томе. Она проводи време током последњег пецања украшавајући стан који је изнајмила као изненађење за Бобија да симболизује њену посвећеност њему.
- Вилијам Фикнер као Дејвид "Сали" Саливан, члан екипе Андрее Гејл . Потписао је да замени члана посаде Дагласа „Дугија“ Коска, који је одустао од свог сајта после последњег путовања. Сали и Марф у почетку имају антагонистички однос који је делимично подстакнут Салијевим претходним ангажманом са Марфовом бившом женом, иако детаљи у филму нису јасни.
- Џон Хокс као Мајкл „Багзи“ Моран, члан екипе Андрее Гејл . Изгледа да се Багзијева помало комична неспособност да се повеже са женама променила уочи пута, када упознаје Ирен, разведену мајку у Врановом гнезду.
- Ален Пејн као Алфред Пјер, један из екипе Андрее Гејл .
- Мери Елизабет Мастрантонио као Линда Гринлоу, капитен Хане Боден. Линда и Били су капетани за истог власника и одржавају пријатељско ривалство. Она је забринута због тога што Били и његова екипа излазе по времену које она сматра опасним. Линда је последња која је разговарала са Андреом Гејл .
- Карен Ален као Мелиса Браун, чланица посаде на Мистралу .
- Боб Гантон као Александар Меканали III, власник Мистрала, јахте захваћене олујом.
- Кристофер Макдоналд као Тод Грос, бостонски метеоролог
- Мајкл Ајронсајд као Боб Браун, власник Андрее Гејл и Хане Боден. Иако се чини да Браун дубоко препознаје Тајнову вештину у хватању рибе, он ипак врши притисак на Тајна због недавне неспособности потоњег да донесе веће улов, што доводи до нелагодног односа између њих двојице.

## Историјска тачност

### Андреа Гејл
Током снимања филма коришћен је брод сличан Андреи Гејл, Лејди Грејс. Већина коришћених имена није промењена за измишљени филм, али су као одговор на то касније поднеле две тужбе од стране одређених породица чланова екипе. Филм само тврди да је „заснован на истинитој причи” и по много чему се разликује од књиге почевши од фикционализације материјала у „причу”. Догађаји приказани у филму након последњег радио контакта Андрее Гејл су чиста нагађања, пошто чамац и тела посаде никада нису пронађени.
Супротно причи филма, капетан Линда Гринлоу каже да није упутила позив у помоћ у име Андрее Гејл. „Без позива у помоћ (директно) са угроженог брода, обалска стража неће покренути потрагу све док брод не касни пет дана у луци“, рекао је Гринло. Такође је била 600 миља источно од Андреа Гејл када је пала (не западно као што је приказано) и изјавила: „Никада нису наговестили да су у невољи. Једноставно се никада нису вратили."  Истражни извештај америчке обалске страже из 1993. каже да је Андреа Гејл искусила таласе од 30 ft (9,1 m) и ветрове од 50 до 80 чворова отприлике у време последње комуникације. Услови, иако претећи, вероватно нису били непознати Тајну, који је био успешан пецарош око деценију на другим пловилима, обилазећи Гранд Банкс и пецајући на Флориди, Каролини и другде. Међутим, у истражном извештају се помиње бова на обали Нове Шкотске која бележи рекордну висину таласа од 30,7 м.
Ураган Грејс је преувеличан у филму када га прогностичар назива олујом „категорије 5“, чија је брзина ветра преко 137 чворова. У стварности, ураган је већ достигао врхунац интензитета категорије 2, а монитори океанских плутача бележили су ударе ветра од 65 чворова отприлике у време када је Андреа Гејл потонула. У филму, Тајн и његова екипа пристали су да крену у опасну олују како би спасили своју рибу од кварења. Гринло је признао да је Тајн споменуо да има проблема са ледом, али то није било необично. „Једина моја замерка у вези са [филмом] била је како су Ворнер Брадерс приказали Билија Тајна и његову екипу како су донели веома свесну одлуку да се упусте у олују за коју су знали да је опасна“, рекао је Гринло. „То није оно што се догодило. Андреа Гејл је била три дана у свом парном дому када је ударила олуја. Шта год да се десило Андреи Гејл догодило се веома брзо.“ 
Хеликоптер Националне гарде ваздухопловства послат је из базе Националне гарде Френсис С. Габрески на Лонг Ајленду у Њујорку, али не као одговор на Андреа Гејл или Сатори (Мистрал у филму). Хеликоптер је кренуо усред олује у мисији да спаси усамљеног јапанског рибара из једрилице која тоне 250 миља од обале Њу Џерсија. Неуспешан и понестало горива, хеликоптер националне гарде Сикорски ХХ-60Г био је приморан да покуша да изврши маневар допуњавања горива у току лета. Услови нулте видљивости осујетили су њихове напоре, међутим, и због недостатка горива да се врате у базу на Лонг Ајленду, посада је била приморана да напусти хеликоптер. Након претреса од стране Тамарое, покупљена су четири члана посаде ХХ-60; један никада више није виђен. Јапанског јахташу је касније спасао румунски теретни брод.
На питање о портрету "Салија" у филму, Кети Саливан Мустон, старија сестра Дејвида "Салија" Саливана, рекла је да је разочарана. „Направили су лик мог брата као усијану главу“, рекла је она. „Претпостављам да је сваком филму потребан негативац, али мој брат је био забаван момак са гласним смехом и великим осмехом. Имао је много храбрости и волео је пецање." У ствари, Саливанова храброст и брзо размишљање доспели су на насловнице на другом броду – Хармони. Једне ноћи током зимског пецања, Хармони је почео да узима воду док је био везан за други чамац. Посада Хармонија је викала у помоћ, надајући се да ће пробудити оближњу посаду. Нико се није пробудио, па је Саливан заронио у ледену воду, повлачећи се за ужад који су повезивали чамце. Као резултат његове храбрости, Хармонијева посада је спасена. Мастон је рекао: „Барем у филму, они су представљали храброст мог брата у сцени спасавања на води. Био је добар човек. И само знам да је у миру на небу, безбедан са нашим татом.“ 

### Сатори
Чланове посаде Саторија (у филму преименованог у Мистрал) није спасио хеликоптер Националне гарде ваздухопловства, већ хеликоптер америчке обалске страже. Хеликоптер је промењен у филму након што је Национална гарда ваздухопловства имала проблема у консултацији са продуцентима филма. Према речима власничког сина, Сатори се никада није преврнуо за 360°, иако је имао два нокдауна, при чему је лежао на боку око 30 секунди. Као одговор на захтеве посаде, капетан Реј Леонард је дозволио двојици чланова посаде да направе извештај о положају преко радија, током којег су обавили неовлашћени позив за Мејдеј. Један од тих чланова посаде је пријавио да је била толико убеђена да ће умрети да је написала своје име и ставила га у пластичну кесу залепљену на стомак како би се њено тело могло идентификовати.
Постоји контроверза око тога да ли је капетан био пијан, како наводе жене у књизи, а Леонард се противио овој карактеризацији. Из саосећања због очекиваног губитка његовог чамца, обалска стража није му тада тестирала ниво алкохола у крви. Обалска стража прогласила је путовање очигледно небезбедним и наредила да се сви изађу из брода, укључујући и скипера који није вољан. Обалска стража је прво покушала да их укрца чамцем на надувавање, али након што је оштећен при покушају да приђе Саторију, послали су хеликоптер, што је много ризичнији приступ, јер пливач спасилац мора да скочи у опасна мора. Хеликоптер обалске страже није покушао да спусти опрему за спасавање на јахту (као што је приказано у филму, где се запетља са јарболом), већ је замолио посаду Саторија да скочи преко палубе како би срео пливача спасиоца у води. Леонард је на крају испунио захтев.
Након олује, Леонард је тражио Сатори, надајући се да ће је још увек наћи на површини, али упркос његовим покушајима, пронађена је неколико дана касније на обали Мериленда, док је торба са личним стварима још увек била на палуби. Леонард је платио рибарско пловило од 60 ft (18 m) да је одвуче са плаже, уз помоћ канала који су ископали Парк Ренџери који су чували чамац. Наставио је да плови чамцем све док је није продао новом власнику 2000.

## Пријем
Савршена олуја је добила мешовите критике од критичара, са оценом одобравања од 47% на сајту критичара Rotten Tomatoes, на основу 135 рецензија, и просечном оценом од 5,59/10, уз консензус: „Док су специјални ефекти добро урађени и прилично импресивно, овај филм пати од недостатка било какве стварне драме или карактеризације. Крајњи резултат је филм који нуди сјајне слаткише за очи и ништа друго."  Метакритик је филму доделио просечну оцену од 59 од 100, на основу 36 критичара, што указује на „мешовите или просечне критике“.
Савршена олуја је била успех на благајни. Првог викенда је дебитовао са 42 милиона долара испред Патриоте и на крају донео преко 182,6 милиона долара у Сједињеним Државама и 146,1 милиона долара широм света на укупно 328,7 милиона долара широм света.
Филм је био номинован за 2 Оскара, најбољи звук и за најбоље визуелне ефекте, али је изгубио оба Гладијатору. Међутим, такође је номинован за награду Стинкер за најнаметљивију музичку музику.

## Снимање
Филм је делимично снимљен у Глостеру.

## Тужбе
Након што је филм објављен, породице двојице чланова екипе тужиле су филмске ствараоце због фикционализације догађаја који су се десили пре губитка Андрее Гејл. У мају 2002. Врховни суд Флориде пресудио је против породице капетана Тајна са 6 према 2 гласа. Неке неименоване породице су тужиле произвођаче и федералном окружном суду, тврдећи да су њихова имена коришћена без њихове дозволе, а да су чињенице промењене. Окружни суд, који се такође налази на Флориди, одбацио је случај, пошто је по њиховом мишљењу право оптужених на слободу говора из Првог амандмана онемогућило тужбу. Тужиоци су се жалили Апелационом суду САД за 11. округ, који није могао да одлучи како да тумачи спорни закон Флориде и оверио је питање Врховном суду Флориде. На крају, Врховни суд Флориде је подржао тумачење закона Флориде од стране окружног суда, а затим је 11. округ потврдио претходну одлуку да одбаци случај.